# Star Wars: Empire at War
Star Wars: Empire at War est un de jeu de stratégie en temps réel sorti en février 2006. Développé par Petroglyph Games, une entreprise formée de nombreux membres de Westwood Studios à qui l'on doit Command and Conquer, le jeu utilise un nouveau moteur de jeu connu sous le nom de Alamo.
L’action se déroule dans la période s’intercalant entre les films La Revanche des Sith et la fin de Un nouvel espoir.  Il propose de prendre le contrôle de l’Alliance rebelle ou de l’Empire et de partir à la conquête de la galaxie.

## Système de jeu
Le jeu propose de rejoindre soit l’Alliance rebelle ou de l’Empire et de contrôler les unités, présentes dans les films ou l’univers étendu, ou encore inventés par Petroglyph telles que les chasseurs TIE, TR-TT, TB-TT les croiseurs impériaux ou l'étoile noire du côté impérial, les A-Wing, les X-Wing, les corvettes corelliennes, les croiseurs Mon Camamari du côté de la Rébellion. Les personnages emblématiques tels que Luke Skywalker, Obi-wan Kenobi, Han Solo, Chewbacca, Dark Vador, Dark Sidious ou Bobba Fett sont également présents.

### La galaxie
Trois niveaux de difficultés sont proposés et l’action se déroule sur trois tableaux : la vue de la galaxie, l’espace orbital des planètes et au sol de celles-ci. La vue galaxie est utilisée pour gérer l’aspect économique et stratégique du jeu. Les planètes sous contrôle apportent des places permettant de construire des unités supplémentaires, génèrent une quantité de crédits journaliers et peuvent accueillir un nombre limité de bâtiments au sol (de deux à huit) produisant les unités de combat terrestre ou générant davantage de crédits via la construction de mines. Une planète sous contrôle apporte aussi un avantage (supplément de crédits, construction accélérée pour un type de véhicule, résistance accrue des unités, …). Une seule base spatiale peut être construite en orbite pour chaque planète mais son niveau peut être augmenté (de 1 à 5) débloquant de nouveaux vaisseaux et réduisant le temps de construction. La taille de la base augmente également pour chaque niveau lui permettant de résister à des assauts de plus en plus violents. C’est depuis cette vue que les unités peuvent être construites et déplacées à souhait entre planètes selon les besoins du conflit. Il existe trois emplacements de flotte par planète, permettant de gérer plusieurs armées au même endroit sans que celle-ci ne fusionnent, et il est possible de déplacer individuellement une unité d’une flotte à l’autre. Posséder les routes commerciales présentes entre certaines planètes génère un supplément de crédit et les flottes qui les empruntent se déplacent beaucoup plus rapidement.

### Les unités
Les combats ont lieu soit dans l’espace, soit au sol et reprennent globalement les mêmes principes : tous les bâtiments ennemis ainsi que les troupes doivent être détruits pour s’assurer la victoire. Selon les planètes attaquées et la faction choisie, les habitants locaux peuvent s’allier ou se rebeller durant les combats au sol. Un brouillard de guerre est toujours présent et est levé lorsque les bases ou bâtiments ennemis sont détruits.
Chaque véhicule ou vaisseau possède une ou deux capacité spéciale qui agit un court instant et demande un temps de rechargement avant d’être utilisée à nouveau (puissance de feu renforcée, bouclier renforcé, exploration libre, utilisation de la Force, armes secondaires, capture de véhicules, …). Les batailles spatiales se déroulent dans l'espace proche de la planète. La victoire est déclarée lorsque tous les ennemis et la base spatiale, s'il y en a une, sont détruits. Des nébuleuses et/ou de champs d’astéroïdes sont présents en orbite, les premières empêchant les vaisseaux d’utiliser leurs fonctions spéciales, les seconds endommageant les boucliers des vaisseaux de grande taille. Les batailles au sol se déroulent dans des environnements variés (jungle, désert, marais, ville-planète, …) et les conditions météorologiques peuvent affecter les troupes au sol. Différentes matrices sont capturées si des troupes non mécaniques restent à proximité quelques secondes et peuvent construire des tourelles anti-char, anti personnelles ou anti-aéronef, ou une station de soin pour les troupes, de réparation pour les véhicules, ou encore un poste radar levant le brouillard de guerre sur une plus grande distance. Si des bombardiers sont présents en orbite, ils peuvent être appelés en renfort pour neutraliser des cibles au sol. Selon les territoires, des animaux peuvent être rencontrés dont certains, tels le rancor ou le sarlacc, doivent être évités pour limiter les pertes.

### Les batailles
Quel que soit la taille de l’armée envoyée au combat, seule une partie pourra directement y prendre part. Dans l’espace, le poids des vaisseaux est défini par un nombre de points croissant avec leur puissance. De nouveaux vaisseaux peuvent sortir de l'hyperespace si des points de renforts sont disponibles, donc que des vaisseaux ont été précédemment perdus. Ce système est valable autant pour l’attaquant que pour le défenseur. Tant que la base spatiale ennemie est présente, celle-ci peut générer une garnison d’une puissance proportionnelle à son niveau et les renforts de l’attaquant ne peuvent être appelés qu’à bonne distance de celle-ci, sauf dans les nébuleuses et les champs d’astéroïdes. Une fois détruite, les renforts peuvent être placés partout. Au sol, les bâtiments militaires des défenseurs produisent des troupes de façon régulière et si plusieurs bâtiments identiques sont présents, leurs productions s’additionnent.  Pour l’envahisseur, toutes les unités ont le même poids, mais contrairement à l’espace, elles ne peuvent atterrir qu’à des endroits spécifiques. Chaque planète possède des zones d’atterrissage (1 à 3) dispersées sur la carte et celles-ci autorisent un nombre de renforts également variable. Si plusieurs zones sont possédées, les points de renforts s’additionnent. Contrairement à l’espace, où les renforts peuvent être appelés tout le temps à bonne distance de la base spatiale, les renforts terrestres ne pourront être appelés si les points de renforts sont capturés par l’ennemi. Le joueur a le choix de participer à la bataille et d'organiser la stratégie ou d'utiliser la résolution automatique du conflit, générant un résultat immédiat mais également plus de pertes.

## Mode de jeux disponibles

### Campagne
Il existe deux campagne, une pour chaque faction, chacune s’ouvrant sur un générique déroulant similaire aux films et présentant le contexte, dans lesquelles le joueur doit remplir des objectifs précis sur certaines planètes pour progresser dans le scénario. Les missions scénarisées sont pour la plupart absentes des films et demandent certaines conditions (présence de personnages, de vaisseaux, …) pour être tentées et le résultat ne peut être simulé.  Les planètes ne sont pas toutes disponibles dès le début et sont débloquées au fur et à mesure de la progression dans la campagne. Chaque mission accomplie débloque un certain nombre de planètes jusqu’à posséder la totalité de celles-ci une fois la campagne terminée.  Les améliorations technologiques sont débloquées automatiquement et gratuitement après la réussite d’une mission ou pour les besoins de celle-ci.

### Conquête
Les conquêtes proposent divers scénarios, demandant de remplir des objectifs précis dans un délai donné, de capturer toutes les planètes, de défendre un territoire, ...  Contrairement aux campagnes, les planètes indisponibles le resteront et seules les planètes présentes peuvent fournir des crédits et des troupes de combats.  Le niveau technologique peut être augmenté via la construction d’un laboratoire pour l’empire ou le vol de technologies pour la rébellion. Il est possible de personnaliser les conditions concernant les crédits de départ, le niveau technologiques initial et final, présence de héros ou encore de missions secondaires.

### Escarmouche
Les escarmouches se déroulent au sol ou dans l’espace et l’objectif est de détruire tous les ennemis ou de détruire leur base. Les crédits sont alloués automatiquement via des mines capturées dont le niveau peut être amélioré et les crédits récupérés sont destinés à construire de nouvelles unités ou procéder à des améliorations diverses.

## Extension
Le jeu possède une extension nommée Forces of Corruption développée par Petroglyph, qui permet de rompre la dualité entre l'Empire et l'Alliance. Le joueur y incarne Tyber Zann. Celui-ci profite de la guerre déchirant la galaxie pour mener sa propre guerre et se faire connaitre des factions en présence en créant une sorte de mafia galactique, le Consortium de Zann. Cette extension introduit des modifications dans des éléments du jeu de base, des unités inédites, notamment celles du Consortium de Zann, et d'autres issues de l'univers étendu de Star Wars. On voit ainsi apparaitre Tyber Zann, IG-88, Yoda et Luke Skywalker et quelques autres personnages moins connus du grand public. Le personnage central étant un criminel sa faction dispose des moyens particuliers pour arriver à ses fins; la corruption et le marché noir. 
L'extension permet également de conquérir de nouvelles planètes, telles que Kamino, Mustafar, Mandalore et notamment "Le Maw", un trou noir servant de centre de recherches pour l'Empire.
Il est nécessaire de posséder le jeu original pour profiter des améliorations apportées par l'extension.

## Accueil
| Star Wars: Empire at War |      |       |
| Média                    | Pays | Notes |
| Canard PC                | FR   | 6/10  |
| GameSpot                 | US   | 87 %  |
| IGN                      | US   | 76 %  |
| Jeuxvideo.com            | FR   | 14/20 |
| Joystick                 | FR   | 7/10  |
| Compilations de notes    |      |       |
| Metacritic               | US   | 79 %  |